# Wandafuru Raifu
After Life, coneguda al Japó com a Wandafuru Raifu (ワンダフルライフ, Wonderful Life), és una pel·lícula japonesa del 1998 editada, escrita i dirigida per Hirokazu Koreeda protagonitzada per Arata, Erika Oda i Susumu Terajima. Estrenada el dia 11 de setembre de 1998 al Festival Internacional de Cinema de Toronto i distribuïda a més de 30 països, la pel·lícula va donar reconeixement internacional al treball de Koreeda.
La pel·lícula també es va projectar al Festival Internacional de Cinema de Sant Sebastià 1998, on va guanyar el premi FIPRESCI de la Federació Internacional de la Premsa Cinematogràfica "per la seva temàtica universal, la seva empatia per la nostàlgia i el seu homenatge al cinema com a transcendir la vida". La pel·lícula va rebre set premis i vuit nominacions arreu del món.
L'agost de 2021, Criterion Collection va anunciar una reestrena de la pel·lícula, en una remasterització de 2K juntament amb entrevistes, escenes suprimides, comentaris d'àudio i un assaig del novel·lista Viet Thanh Nguyen.

## Sinopsi
Al llarg d'una setmana, 22 ànimes arriben a una estació de tren (representada com una escola preparatòria) en la qual els visitants hauran de triar mantenir un sol record per tota l'eternitat. Els persones tenen diferents perfils, des d'una anciana amb llacunes mentals, un adolescent rebel i un veterà de guerra. La cinta combina elements de ficció i documental en intercalar entrevistes reals, improvisacions dels actors o lectures dels guions.

## Repartiment
- Arata com a Takashi Mochizuki
- Erika Oda com a Shiori Satonaka
- Susumu Terajima com a Satoru Kawashima
- Taketoshi Naito com Ichiro Watanabe
- Takashi Naito com a Takuro Sugie
- Hisako Hara com a Kiyo Nishimura
- Kei Tani com a Kennosuke Nakamura
- Kisuke Shoda com Toru Yuri
- Kazuko Shirakawa com a Nobuko Amano
- Yūsuke Iseya com a Yusuke Iseya
- Sayaka Yoshino com a Kana Yoshino
- Kotaro Shiga com a Kenji Yamamoto
- Kyōko Kagawa com a Kyoko Watanabe (l'ex-núvia de Takashi i la dona del senyor Watanabe)
- Natsuo Ishido com a Kyoko Watanabe (de dona jove)
- Sadao Abe com Ichiro Watanabe (de jove)

## Temes i tècniques
Koreeda va concebre la pel·lícula a partir d'una experiència infantil que va tenir amb el seu avi, que patia una malaltia de neurodegenerativa en una època en què aquest tipus de síndrome encara no era ben coneguda. Recordant la seva progressiva pèrdua de memòria, que el va portar a no reconèixer les cares dels seus familiars i, finalment, la seva, va comentar que "Jo vaig entendre poc del que vaig veure, però recordo haver pensat que la gent s'oblidava de tot quan moria. Ara ho entenc. com són els records crítics per a la nostra identitat, per al sentit de si mateix".
En la fase de desenvolupament del guió, el director va entrevistar a més de cinc-centes persones de diferents orígens socials, demanant-los que li expliquin els seus records i escollissin l'únic que conservarien. Koreeda estava "intrigat per la freqüència amb què la gent passa experiències molestes". La pel·lícula alterna imatges reals d'aquestes entrevistes amb actuacions, algunes basades en la improvisació, altres en un guió específic; les entrevistes van ser rodades amb pel·lícula de 16 mm per Yutaka Yamazaki, un reconegut director de fotografia de documentals. Amb aquest mètode, Koreeda va combinar el documental amb una narrativa de ficció.
A la pel·lícula, els propis records són alterats per la gent quan els recorden i són revisats, millorats i reinterpretats de manera subjectiva quan es posen en escena i es recreen. Sobre aquesta naturalesa ambigua i fugaç de la memòria, Koreeda reflexiona:
| « | Vaig veure que les emocions humanes són les espurnes que volen quan la "veritat" i la "ficció" xoquen. En aquesta pel·lícula, volia explorar les conseqüències d'aquesta col·lisió investigant l'àrea incerta entre el "registre objectiu" i el "record". Encara que els records de Wandafuru Raifu es presenten com a experiències reals que després es reconstrueixen com a pel·lícula, no es pot distingir realment les històries que expliquen els personatges com a "veritat" i les recreacions com a "ficció". S'entrellacen amb gran complexitat. Els nostres records no són fixos ni estàtics. Són dinàmics, reflecteixen uns mateixos que canvien constantment. Per tant, l'acte de recordar, de mirar enrere al passat, no és en absolut redundant ni negatiu. Més aviat, ens desafia a evolucionar i madurar. | » |

Per les seqüències de memòria, rodades tant en color com en blanc i negre sobre una barreja de pel·lícules de 8 mm i 16 mm, Koreeda va implicar el fotògraf fixo Masayoshi Sukita (més conegut en aquell moment pel seu treball). al plató de Mystery Train).

## Recepció
Wandafuru Raifu va rebre crítiques positives. Al lloc web de l'agregador de ressenyes Rotten Tomatoes, la pel·lícula té una puntuació d'aprovació del 88% basada en 34 ressenyes, amb una puntuació mitjana de 7,30/10. El consens crític del lloc diu: "Wandafuru Raifu és una exploració inusual i tendra de la memòria, l'amor i la vida després de la mort". Metacritic va assignar a la pel·lícula una puntuació mitjana ponderada de 91 sobre de 100, basat en 19 crítics, que indica "aclamació universal".
A AllMovie, Keith Phipps parla de la pel·lícula com "un examen peculiar i commovedor de la vida després de la mort", observant com "gairebé casualment [això] serveix com a meditació sobre el cinema". "El seu ritme sense presses i la seva manca de melodrama, com el seu tema, poden perdurar a la memòria molt després", afegeix Jonathan Crow a la mateixa ressenya.
Roger Ebert del Chicago Sun-Times va donar a la pel·lícula quatre estrelles, descrivint Wandafuru Raifu com "una pel·lícula que arriba suaument a l'audiència" i va concloure que Koreeda, amb aquesta i la seva anterior pel·lícula Maborosi, "s'ha guanyat el dret a ser considerat amb Kurosawa, Bergman i altres grans humanistes del cinema".